# Osirak

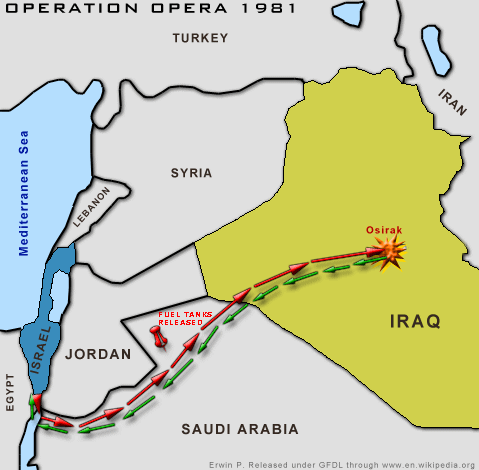
Lokalizacja reaktora Osirak i trasa przelotu izraelskich samolotów w ramach operacji „Opera”

Osirak, również Osiraq (Irak: Tammuz 1 i 2) – irackie reaktory jądrowe zniszczone przez amerykańskie lotnictwo podczas I wojny w Zatoce Perskiej w 1991 roku.
Pod koniec 1974 roku Irak rozpoczął negocjacje z Francją w sprawie zakupu dodatkowego reaktora jądrowego. Irakijczycy chcieli kupić reaktor grafitowo-gazowy, który generowałby wystarczającą ilość plutonu, do wyprodukowania kilku głowic jądrowych rocznie. Francuzi zgodzili się w 1975 roku dostarczyć reaktor badawczy do badań materiałowych o nazwie Osirismodel. Dodatkowo dostarczono mniejszy reaktor nazwany Isis. Oba reaktory nazwano Osiraq. Dostarczono reaktory z moderacją wodną, co oznacza, że elementy reaktora były zanurzone w zbiorniku z czystą wodą. W dniu 7 czerwca 1981 roku osiem izraelskich F-16 zaatakowało i zniszczyło większy reaktor przed uruchomieniem. Celem operacji było opóźnienie badań nad wprowadzeniem broni jądrowej w Iraku. Ośrodek był bombardowany przez Iran w 1980 roku. Reaktory zlokalizowano w Ośrodku Badań Jądrowych imienia 17 lipca, 18 kilometrów na południowy wschód od Bagdadu. 